# Todd Tiahrt

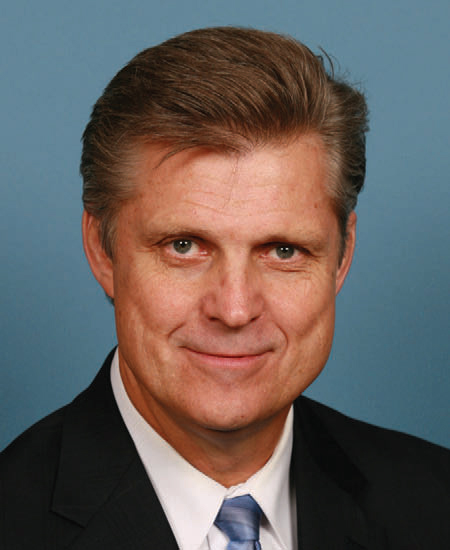
Todd Tiahrt

Todd Tiahrt /ˈtiːhɑːrt/ (* 15. Juni 1951 in Vermillion, South Dakota) ist ein US-amerikanischer Politiker. Von 1995 bis 2011 vertrat er den vierten Wahlbezirk des Bundesstaates Kansas im US-Repräsentantenhaus.

## Werdegang
Todd Tiahrt besuchte nach der Grundschule die South Dakota School of Mines and Technology in Rapid City und danach bis 1975 das Evangel College in Springfield (Missouri). Er beendete seine Ausbildung an der Southwest Missouri State University. Anschließend arbeitete er als Lehrer, ehe er für die Boeing-Werke tätig wurde, wo er zwischen 1981 und 1995 zahlreiche Verträge mit Regierungsstellen bearbeitete.
Politisch wurde Tiahrt Mitglied der Republikanischen Partei. Im Jahr 1990 kandidierte er erfolglos für das Repräsentantenhaus von Kansas. Stattdessen wurde er zwischen 1993 und 1995 Staatssenator. Bei den Kongresswahlen des Jahres 1994 wurde er im vierten Distrikt von Kansas in das US-Repräsentantenhaus in Washington, D.C. gewählt, wo er am 3. Januar 1995 die Nachfolge des Demokraten Dan Glickman antrat, den er bei der Wahl geschlagen hatte. Bei seiner Wahl profitierte er auch von einer Neustrukturierung der Wahlbezirke von Kansas, die der Republikanischen Partei entgegenkam. Er war zuletzt Mitglied des Haushaltsausschusses und zweier Unterausschüsse.
Er bewarb sich um die republikanische Nominierung für die Wahl zum US-Senat, wo er die Nachfolge von Sam Brownback antreten wollte, verlor aber in der Primary seiner Partei gegen Jerry Moran, einen anderen amtierenden Kongressabgeordneten. Als sein Nachfolger im vierten Distrikt wurde bei den Republikanern Mike Pompeo nominiert, der die Wahl für sich entscheiden konnte. Tiahrt schied am 3. Januar 2011 aus dem Kongress aus.
Todd Tiahrt ist mit Vicki Tiahrt verheiratet. Privat wohnt er in Goddard.